# Africanizzazione
Il termine africanizzazione corrisponde all'influenza culturale dell'Africa, intesa come continente nella sua integrità e rispetto all'influenza delle culture indigene che vi si sono sviluppate in tutta la loro diversità: Zulu, Maliani, Masai, Somali. Alcuni lo usano anche per indicare il pericolo associato all'immigrazione africana in Europa, come l'immigrazione musulmana.
Questo articolo si concentra sulle modifiche ai toponimi che hanno avuto luogo dopo la decolonizzazione al fine di riflettere un'identità "africana". In alcuni casi le modifiche non sono un cambio di traslitterazione. Durante il periodo coloniale, i toponimi africani erano spesso anglicizzati o francesizzati .
La preoccupazione delle popolazioni liberate da ogni influenza esterna al termine di un processo di autodeterminazione consisteva nel cambiare la consonanza dei nomi delle persone e dei luoghi, tappa finale del processo di emancipazione. In alcuni casi, le modifiche non riguardano strettamente l'adozione di un nuovo nome, ma rientrano semplicemente in una traslitterazione separata del nome europeizzato (questo è il caso di Antananarivo, ad esempio).
Nello Zimbabwe, la maggior parte delle città del paese sono state ribattezzate 2 anni dopo l'indipendenza dell'ex Rhodesia meridionale. Nel Sudafrica post-apartheid, d'altro canto, la trasformazione toponimica è stata più lenta ed è ancora in corso. Le province sono state le prime ad essere ribattezzate nel 1995, e in seguito nuove denominazioni sono state progressivamente adottate, nel corso di diversi anni, dai nuovi comuni costituiti nel 2000. Alcune città e luoghi hanno anche iniziato a essere ribattezzati, non senza difficoltà con opposizioni e polemiche, per non riferirsi più ai vecchi nomi dal suono afrikaans o ai vecchi nomi della colonizzazione britannica sebbene i cambiamenti toponimici a volte rimangono solo simbolici e amministrativi come a Witbank o Lydenburg.

## Africanizzazione dei servizi civili
In alcuni paesi immediatamente dopo la loro indipendenza, l'"africanizzazione" era il nome dato alle politiche razziali  intesa come "un'azione positiva" intesa ad aumentare il numero di africani indigeni nel servizio civile (che storicamente era dominato dai bianchi o dagli asiatici).

## Nomi di persone
| Nome precedente                                 | Nome africanizzato              |  |
| ----------------------------------------------- | ------------------------------- |  |
| Joseph-Désiré Mobutu                            | Mobutu Sese Seko                |  |
| Francois Tombalbaye                             | N'Garta Tombalbaye              |  |
| Etienne Eyadéma                                 | Gnassingbé Eyadéma              |  |
| Francisco Macías Nguema                         | Masie Nguema Biyogo Ñegue Ndong |  |
| Albert-Bernard Bongo                            | Omar Bongo (1)                  |  |
| David Jawara                                    | Dawda Jawara (1)                |  |
| Jean-Bedel Bokassa                              | Salah Eddine Ahmed Bokassa (1)  |  |
| *nota: (1) relativo a una conversione religiosa |                                 |  |

## Toponimi
| Toponimo coloniale | Toponimo africanizzato |  |
| ------------------ | ---------------------- |  |
| Isola Fernão do Pó | Isola di Bioko         |  |
| Leopoldville       | Kinshasa               |  |
| Stanleyville       | Kisangani              |  |
| Albertville        | Kalemie                |  |
| Elisabethville     | Lubumbashi             |  |
| Coquilhatville     | Mbandaka               |  |
| Luluabourg         | Kananga                |  |
| Fort-Rousset       | Owando                 |  |
| Dolisie            | Loubomo (1975-1991)    |  |
| Salisbury          | Harare                 |  |
| Lourenço Marques   | Maputo                 |  |
| Afars & Issas      | Gibuti                 |  |
| Fort-Lamy          | N'Djamena              |  |
| Bathurst           | Banjul                 |  |
| Mafeking           | Mahikeng               |  |
| Pietersburg        | Polokwane              |  |
| Warmbaths          | Bela Bela              |  |
| Verwoerdburg       | Centurione             |  |
|                    |                        |  |

## Paesi o territori
| Nome coloniale | Nome corrente                           |
| --- | --------------------------------------- |
| Congo belga | Zaire, Repubblica Democratica del Congo |
| Dahomey | Benin (1)                               |
| Bechuanaland | Botswana                                |
| Alto Volta | Burkina Faso                            |
| Ubangi-Sciari | Repubblica Centrafricana                |
| Costa d'oro | Ghana                                   |
| Guinea spagnola | Guinea equatoriale                      |
| Guinea francese | Guinea                                  |
| Guinea portoghese | Guinea-Bissau                           |
| Medio Congo | Repubblica del Congo                    |
| Sudan francese | Mali                                    |
| Africa del Sud-Ovest | Namibia                                 |
| Somaliland francese / Afars e Issas | Gibuti                                  |
| Rhodesia settentrionale | Zambia                                  |
| Rhodesia meridionale | Zimbabwe                                |
| Nyasaland | Malawi                                  |
| Ruanda-Urundi | Ruanda Burundi                          |
| Basutoland | Lesotho                                 |
| Zanzibar / Tanganica | Tanzania                                |
| Natal | KwaZulu-Natal                           |
| Transvaal | Gauteng Limpopo Mpumalanga              |
| Swaziland | eSwatini Ngwane (2)                     |
| *nota: (1) Entrambi i nomi sono di origine africana. (2) Questo nome scelto al momento dell'indipendenza non è mai stato imposto e quello dello Swaziland continua a designare il paese. |                                         |